# Neottia longicaulis
Neottia longicaulis är en orkidéart som först beskrevs av George King och Robert Pantling, och fick sitt nu gällande namn av Dariusz Lucjan Szlachetko. Neottia longicaulis ingår i släktet näströtter, och familjen orkidéer. Inga underarter finns listade i Catalogue of Life.